# Liste der Baudenkmäler in Elsendorf

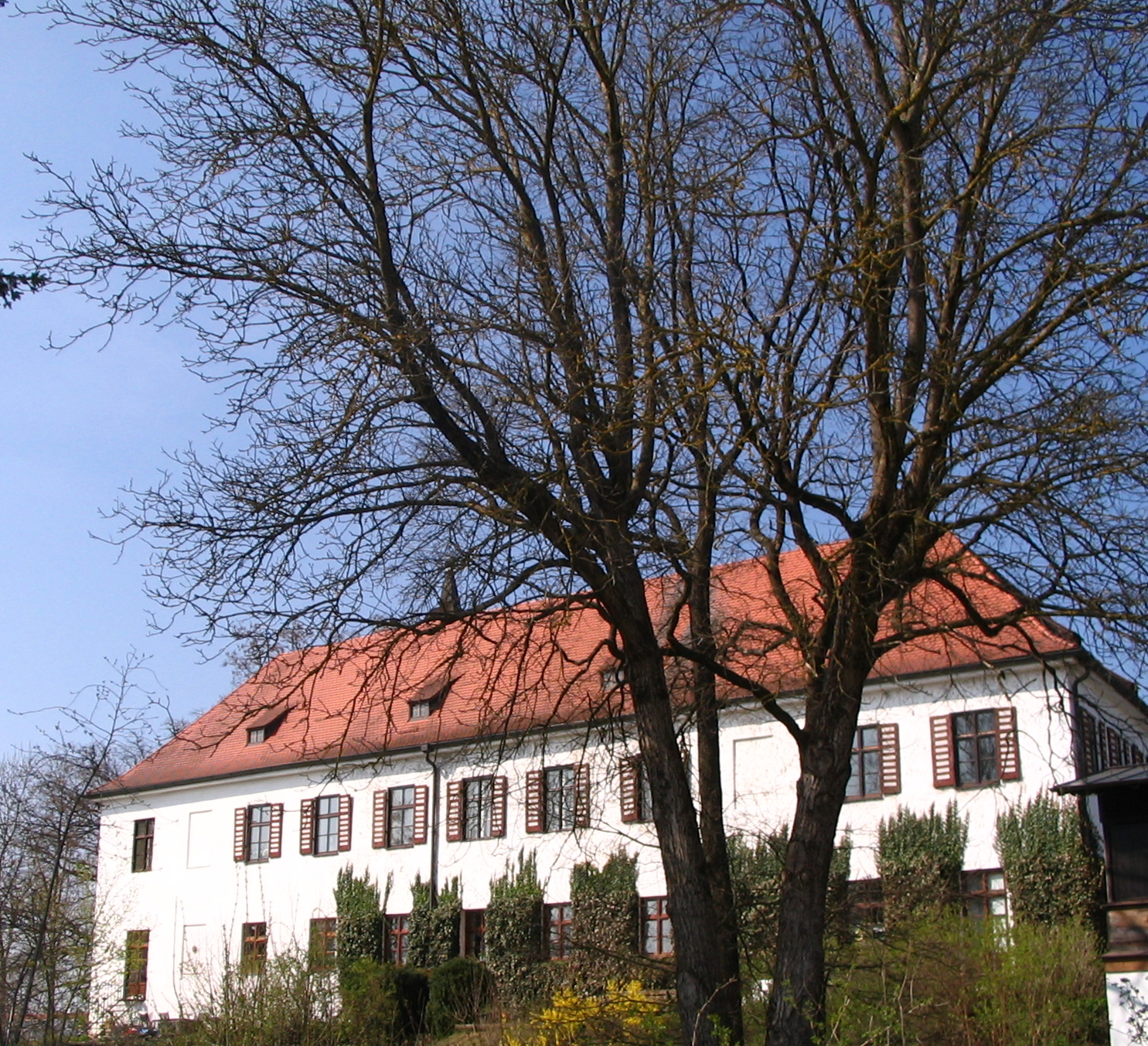
Schloss in Ratzenhofen

Auf dieser Seite sind die Baudenkmäler in der niederbayerischen Gemeinde Elsendorf zusammengestellt. Diese Tabelle ist eine Teilliste der Liste der Baudenkmäler in Bayern. Grundlage ist die Bayerische Denkmalliste, die auf Basis des Bayerischen Denkmalschutzgesetzes vom 1. Oktober 1973 erstmals erstellt wurde und seither durch das Bayerische Landesamt für Denkmalpflege geführt wird. Die folgenden Angaben ersetzen nicht die rechtsverbindliche Auskunft der Denkmalschutzbehörde.

## Baudenkmäler nach Ortsteilen

### Elsendorf
| Lage                              | Objekt                                          | Beschreibung | Akten-Nr.              | Bild                                |
| --------------------------------- | ----------------------------------------------- | --- | ---------------------- | ----------------------------------- |
| Mainburger Straße 1 (Standort)    | Pfarrhof, ehemalige Almosenstiftung             | Zweigeschossiger Walmdachbau mit Profilgesims, barock, 1713, Erdgeschoss von 1588 Nebengebäude, wohl ehemaliges Backhaus, erdgeschossiger Krüppelwalmbau, wohl 1713 | D-2-73-163-10 Wikidata | Pfarrhof, ehemalige Almosenstiftung |
| Mainburger Straße 10 (Standort)   | Katholische Kirche Mariä Unbefleckte Empfängnis | Saalkirche mit Satteldach und eingezogenem, fünfseitig geschlossenem Chor, schlanker Westturm mit Oktogon und Laternenkuppel, 1718, auf älterer Grundlage; mit Ausstattung. Die Langhausfresken Immaculata in Himmelsglorie über Heiligen, Marienleben, Embleme, an den Wänden Apostel sowie zwei Kreuzwegstationen wurden von dem Kirchenmaler Josef Wittmann im Jahre 1907 gemalt; sie zählen zu den wichtigen Hauptwerken des Neubarock. Grabsteine auf dem Friedhof, Neurenaissance, zweite Hälfte 19. Jahrhundert Seelenkapelle, Steildachbau über rechteckigem Grundriss, 18. Jahrhundert Ölbergkapelle, Halbwalmdachbau mit Ölbergszene, 1603 Leichenhalle, Pultdachbau über rechteckigem Grundriss, offene Vorhalle mit Glasbauwand, freistehender Glockenturm, wohl erste Hälfte der 1960er Jahre Kriegerdenkmal für die Gefallenen beider Weltkriege, Steinobelisk mit Patrona Bavariae, auf Stufenpostament, Anfang 1920er Jahre, später mit Inschriftplatten erweitert | D-2-73-163-11 Wikidata | weitere Bilder                      |
| Rottenburger Straße 20 (Standort) | Katholische Kapelle St. Johannes der Täufer     | Saalbau mit Satteldach, dreiseitig geschlossen, mit turmartigem Giebelreiter und polygonaler Pfeilervorhalle, 1771; mit Ausstattung | D-2-73-163-13 Wikidata | weitere Bilder                      |

### Allakofen
| Lage                    | Objekt                        | Beschreibung | Akten-Nr.             | Bild           |
| ----------------------- | ----------------------------- | --- | --------------------- | -------------- |
| Allakofen 10 (Standort) | Katholische Kirche St. Xystus | Saalkirche mit Satteldach und einseitig eingezogenem Kastenchor, Chorturm mit Steildach und Fialgiebeln, Ziegelstein, im Kern frühgotisch, im 15. Jahrhundert erweitert, Langhaus barock umgebaut; mit Ausstattung | D-2-73-163-2 Wikidata | weitere Bilder |

### Appersdorf
| Lage                                 | Objekt                                                          | Beschreibung | Akten-Nr.             | Bild           |
| ------------------------------------ | --------------------------------------------------------------- | --- | --------------------- | -------------- |
| Brünnlweg 3 (Standort)               | Katholische Kapelle Mariä Heimsuchung, sogenannte Brünnlkapelle | Saalbau mit Halbwalmdach und leicht eingezogenem Kastenchor, Dachreiter mit Zwiebelhaube, 1788; mit Ausstattung Klause, eingeschossiger Satteldachbau, mit Anbau, gleichzeitig                                                                  | D-2-73-163-4 Wikidata | weitere Bilder |
| Hauptstraße 20 (Standort)            | Ehemaliges Gasthaus                                             | Zweigeschossiger Steildachbau mit Putzrahmungen, zweigeschossiger Traufseitflügel mit Steildach nach Süden, Figurennische zur Nordostecke, wohl 18. Jahrhundert, Traufseitflügel 19. Jahrhundert                                                | D-2-73-163-8 Wikidata | weitere Bilder |
| Kirchweg 3, Nähe Kirchweg (Standort) | Pfarrhof                                                        | Verputzter Massivbau in Hanglage mit Satteldach, profiliertem Kranzgesims, Aufzugsarm und Aufzugsluken, 18. Jahrhundert Pfarrstadel, eingeschossiger Steildachbau, 18./19. Jahrhundert Hoftor, mit quadratischen Steinpfeilern, 18. Jahrhundert | D-2-73-163-7 Wikidata | Pfarrhof       |
| Kirchweg 4 (Standort)                | Katholische Pfarrkirche St. Petrus                              | Saalkirche mit Steildach und dreiseitig geschlossenem Chor, Flankenturm mit Oktogon und eingeschnürter Zwiebelhaube, 18. Jahrhundert, Langhaus 1886 erweitert; mit Ausstattung Friedhofsmauer, 18./19. Jahrhundert                              | D-2-73-163-3 Wikidata | weitere Bilder |

### Hartlmühle
| Lage                 | Objekt     | Beschreibung                                                                                        | Akten-Nr.              | Bild       |
| -------------------- | ---------- | --------------------------------------------------------------------------------------------------- | ---------------------- | ---------- |
| Unterfeld (Standort) | Wegkapelle | Dreiseitig geschlossener Satteldachbau mit Spitzbogenfenstern, bezeichnet mit 1847; mit Ausstattung | D-2-73-163-15 Wikidata | Wegkapelle |

### Haunsbach
| Lage                       | Objekt                          | Beschreibung | Akten-Nr.                        | Bild           |
| -------------------------- | ------------------------------- | --- | -------------------------------- | -------------- |
| Lindenstraße 13 (Standort) | Katholische Kirche Heilig Kreuz | Saalkirche mit Satteldach und eingezogener halbrunder Chorapsis, Chorturm mit Spitzhelm, Chorapsis romanisch, Langhaus und Turmaufbau barock, 18. Jahrhundert, Langhaus um 1900 nach Westen verlängert; mit Ausstattung | D-2-73-163-16 Wikidata           | weitere Bilder |
| Lindenstraße 13 (Standort) | Seelenkapelle                   | Steildachbau über rechteckigem Grundriss, mit Lanzettfenstern, wohl 19. Jahrhundert, im Kern spätgotisch | D-2-73-163-16 zugehörig Wikidata | Seelenkapelle  |
| Lindenstraße 14 (Standort) | Wohnstallhaus                   | Eingeschossiger Greddachbau, 18./19. Jahrhundert | D-2-73-163-17 Wikidata           | BW             |

### Horneck
| Lage                  | Objekt                           | Beschreibung | Akten-Nr.              | Bild           |
| --------------------- | -------------------------------- | --- | ---------------------- | -------------- |
| Horneck 13 (Standort) | Katholische Kapelle St. Nikolaus | Saalkirche mit wenig eingezogenem, fünfseitig geschlossenem Chor, barock, im Kern spätgotisch, turmartiger Giebelreiter mit Oktogon und Spitzhelm, 19. Jahrhundert; mit Ausstattung | D-2-73-163-18 Wikidata | weitere Bilder |

### Margarethenthann
| Lage                                                                 | Objekt                            | Beschreibung | Akten-Nr.              | Bild           |
| -------------------------------------------------------------------- | --------------------------------- | --- | ---------------------- | -------------- |
| Am Kirchberg 3 (Standort)                                            | Katholische Kirche St. Margaretha | Saalkirche mit Steildach und eingezogenem, segmentbogig geschlossenem Chor, Westturm mit Oktogon und Spitzhelm, Mitte 18. Jahrhundert, Turmhelm von 1948; mit Ausstattung | D-2-73-163-19 Wikidata | weitere Bilder |
| St 2142; A 90; Lochberg, an der Straße nach Pfeffenhausen (Standort) | Feldkreuz                         | Gusseisernes Kruzifix auf quaderartigem Postament, darauf Blendmaßwerk mit Inschrift, bezeichnet mit „1879“                                                               | D-2-73-163-20 Wikidata | Feldkreuz      |

### Mitterstetten
| Lage                           | Objekt  | Beschreibung | Akten-Nr.              | Bild    |
| ------------------------------ | ------- | --- | ---------------------- | ------- |
| Hornecker Straße 17 (Standort) | Kapelle | Dreiseitig geschlossener Satteldachbau mit spitzbogigen Fenstern, Giebelreiter mit Spitzhelm, wohl erste Hälfte 20. Jahrhundert | D-2-73-163-21 Wikidata | Kapelle |

### Randlkofen
| Lage                    | Objekt                   | Beschreibung | Akten-Nr.              | Bild                     |
| ----------------------- | ------------------------ | --- | ---------------------- | ------------------------ |
| Kreut (Standort)        | Kapelle                  | Rechteckiger Satteldachbau mit halbrundem Schluss, mit Volutengiebel und turmartigem Giebelreiter, neubarock, Anfang 20. Jahrhundert; mit Ausstattung | D-2-73-163-22 Wikidata | weitere Bilder           |
| Randlkofen 1 (Standort) | Wohnhaus eines Gutshofes | Zweigeschossiger Massivbau mit Schopfwalmdach und Putzgliederungen, mit Auslucht und Balkon zur östlichen Giebelseite, um 1920                        | D-2-73-163-27          | Wohnhaus eines Gutshofes |

### Ratzenhofen
| Lage                     | Objekt              | Beschreibung | Akten-Nr.             | Bild           |
| ------------------------ | ------------------- | --- | --------------------- | -------------- |
| Dorfstraße 32 (Standort) | Schloss Ratzenhofen | Zweigeschossige Vierflügelanlage mit Walmdach, Innenhof mit Arkadengang, Schlosskapelle St. Georg im Obergeschoss des Westflügels, dreiseitig aus der Fassadenflucht austretend, mit verschindeltem Glockentürmchen, 1767–71, erneuert 1913; mit Ausstattung Torpfeiler am Eingang, mit Felderungen und Kugelaufsätzen, 18./19. Jahrhundert Gartenhaus, pavillonartiger dreigeschossiger Flachsatteldachbau, Untergeschosse massiv, drittes Geschoss Holzbauweise, Mitte 19. Jahrhundert | D-2-73-163-1 Wikidata | weitere Bilder |

### Sankt Anton
| Lage                        | Objekt                                 | Beschreibung | Akten-Nr.              | Bild                                   |
| --------------------------- | -------------------------------------- | --- | ---------------------- | -------------------------------------- |
| Antonifeld (Standort)       | Feldkapelle zu den Vierzehn Nothelfern | Kleiner Rechteckbau mit Satteldach und Halbrundgiebeln, 18. Jahrhundert; mit Ausstattung                                                                       | D-2-73-163-25 Wikidata | Feldkapelle zu den Vierzehn Nothelfern |
| Nähe Sankt Anton (Standort) | Feldkapelle                            | Rechteckbau mit geschindeltem Mansardwalmdach und Putzfelderungen, 18. Jahrhundert                                                                             | D-2-73-163-24 Wikidata | Feldkapelle                            |
| Sankt Anton (Standort)      | Katholische Wallfahrtskirche St. Anton | Saalkirche mit Steildach und eingezogenem, fünfseitig geschlossenem Chor, Giebelreiter mit Zwiebelhaube, hochbarocke Fassadengestaltung, 1715; mit Ausstattung | D-2-73-163-23 Wikidata | weitere Bilder                         |

### Wolfshausen
| Lage                     | Objekt                           | Beschreibung | Akten-Nr.              | Bild                             |
| ------------------------ | -------------------------------- | --- | ---------------------- | -------------------------------- |
| Wolfshausen 5 (Standort) | Katholische Kapelle St. Nikolaus | Saalkirche mit Steildach und eingezogenem Kastenchor, Flankenturm mit Oktogon und Zwiebelhaube, 18. Jahrhundert, im Kern romanisch; mit Ausstattung | D-2-73-163-26 Wikidata | Katholische Kapelle St. Nikolaus |

## Ehemalige Baudenkmäler
In diesem Abschnitt sind Objekte aufgeführt, die früher einmal in der Denkmalliste eingetragen waren, jetzt aber nicht mehr. Objekte, die in anderem Zusammenhang – also z. B. als Teil eines Baudenkmals – weiter eingetragen sind, sollen hier nicht aufgeführt werden. Aktennummern in diesem Abschnitt sind ehemalige, jetzt nicht mehr gültige Aktennummern.

| Lage                                      | Objekt      | Beschreibung | Akten-Nr.              | Bild       |
| ----------------------------------------- | ----------- | --- | ---------------------- | ---------- |
| Elsendorf Ratzenhofer Straße 1 (Standort) | Bauernhaus  | Stattliches Bauernhaus, erdgeschossig, mit Kniestock, Segmentbogenfenstern und Putzgliederungen, Ende 19. Jahrhundert | D-2-73-163-12 Wikidata | Bauernhaus |
| Appersdorf Haus Nummer 2 1/3 (Standort)   | Bauernhaus  | Erdgeschossig, mit Greddach, erste Hälfte 19. Jahrhundert                                                             | D-2-73-163-5 Wikidata  | BW         |
| Appersdorf Haus Nummer 9 (Standort)       | Bauernhaus  | Erdgeschossig, mit Greddach, bezeichnet mit 1806                                                                      | D-2-73-163-6 Wikidata  | BW         |
| Appersdorf Haus Nummer 20 1/2 (Standort)  | Bauernhaus  | Erdgeschossig mit Greddach, erste Hälfte 19. Jahrhundert                                                              | D-2-73-163-9 Wikidata  | BW         |
| Grubmühle (Standort)                      | Wappentafel | Bezeichnet mit 1609                                                                                                   | D-2-73-163-14 Wikidata | BW         |